# Nayka Benítez
Nayka Darlyn Benítez Martínez (San Juan, 8 febbraio 1989) è una pallavolista portoricana, libero dell'Azərreyl.

## Carriera

### Club
La carriera di Nayka Benítez inizia nei tornei scolastici portoricani, prima di trasferisci per motivi di studio negli Stati Uniti d'America, dove gioca per la squadra del suo college, il Western Nebraska, vincendo la NJCAA Division I 2007; gioca poi nella NCAA Division I con la Creighton dal 2009 al 2010.
Nella stagione 2011 inizia la carriera professionistica nella Liga de Voleibol Superior Femenino, vestendo la maglia delle Mets de Guaynabo, franchigia alla quale resta legata fino alla stagione 2014. Nel campionato 2015 passa alle Leonas de Ponce, venendo premiata come rising star del torneo, difendendo i colori della franchigia per tre annate. 
Ritorna in campo nella Liga de Voleibol Superior Femenino 2019 con le Llaneras de Toa Baja, dove resta anche nell'annata seguente, prima di passare nella stagione 2021 alle Grises de Humacao: dopo il trasferimento della sua franchigia a Manatí, nella Liga de Voleibol Superior Femenino 2022 gioca per le Atenienses de Manatí, venendo inserita nello All-Star Team del torneo.
Dopo qualche mese di inattività, nel corso della Liga de Voleibol Superior Femenino 2024 torna in forza alle Mets de Guaynabo, mentre nella stagione 2024-25 si trasferisce in Azerbaigian per indossare la casacca dell'Azərreyl, in Yüksək Liqa.

### Nazionale
Nel 2014 debutta nella nazionale portoricana in occasione dei XXII Giochi centramericani e caraibici, vincendo la medaglia d'argento. In seguito vince la medaglia di bronzo alla NORCECA Champions Cup 2015.

## Palmarès

### Club
- NJCAA Division I: 1

2007

### Nazionale (competizioni minori)
- Giochi centramericani e caraibici 2014
- NORCECA Champions Cup 2015

### Premi individuali
- 2015 - Liga de Voleibol Superior Femenino: Rising star
- 2022 - Liga de Voleibol Superior Femenino: All-Star Team